# ابار بن حمودة (المهرة)

تعديل مصدري - تعديل

ابار بن حمودة هي إحدى قرى عزلة حبروت بمديرية شحن التابعة لمحافظة المهرة، بلغ تعداد سكانها 56 نسمة حسب تعداد اليمن لعام 2004.